# Эрикссон, Бьорн
Бьорн Густаф Эрикссон (род. 7 декабря 1945, Санкт-Гёран, Стокгольм) — шведский государственный деятель. Бывший директор шведской береговой охраны, шведской таможенной службы, шведской полиции и президент Интерпола (1994—1996). Губернатор округа Эстергётланд (1996—2009).

## Жизнеописание
Родился 7 декабря 1945 года. В 1968 году окончил Стокгольмскую школу экономики.
Затем он служил в Министерстве финансов и Министерстве бюджета, как служащий с 1969 по 1976 годы, директор с 1977 по 1981 годы и директор по бюджету с 1981 по 1983 годов. В 1983—1988 гг. — был генеральным таможенным директором и начальником шведской таможенной службы и береговой охраны Швеции, а также уполномоченным по вопросам национальной полиции с 1988 по 1996 г. В 1988 г. Эриксон был назначен на должность председателя Всемирной таможенной организации. Эрикссон был также президентом Интерпола с 1994 по 1996 год, после чего он был назначен первым почетным президентом; он сохраняет этот титул и сегодня.
Будучи губернатором округа Эстергётланд, он получил резиденцию в городе Линчёпинг в 2005 году. Эрикссон был движущей силой в деле создания центра исследований экономической преступности. Он также поддержал Линчёпингский университет и получил почётного доктора философии весной 2006 года.
За время своего губернаторства, Эрикссон ежегодно приглашает жителей Эстергётланда на выступления певцов и спектакли театров в замке Линчёпинг, где он принимал участие как актер, который иногда дежурил в качестве официанта. Его жена Елена Эрикссон была художественным руководителем спектаклей. В городе РИМФОРСА, в муниципалитете Кинда есть улица имени Эрикссона.
После того, как Эрикссон покинул пост губернатора, он руководил компанией Björn E Consulting. В 2009—2010 годах он был координатором правительства для приема беспризорных детей. С 2011 года Эрикссон является членом правления Шведской спортивной конфедерации, председателем которой был избран в 2015 году. Он также был председателем Шведской федерации биатлона в 2001—2011 годах, и сейчас является членом консультативного комитета и Консультативного совета профсоюза охранной компании BRM. Эрикссон является членом правления федерации боевых искусств (Kampsportsdelegationen), Vätternrundan International, Комитета развития Шведской федерации биатлона и тренировочной организации Säkerhetsbranschen Bya. С 2013 г. Эрикссон возглавляет торговое объединение индустрии частной безопасности.
В 2013 г. Эриксон стал председателем правления предпринимательской школы и торговой ассоциации Säkerhetsbranschen For his work as national coordinator against sports violence was Eriksson named 2013 Security Ambassador by the magazine SecurityUser.com think tank Säkerhet för Näringsliv och Samhälle (SNOS)..
В 2014—2015 гг. Эрикссон — председатель Шведской ассоциации легкой атлетики. Бьорн Эрикссон был национальным координатором правительства по вопросам насилия в спорте, в период с 2011 по 2013 годы. В апреле 2013 года он представил доклад «Меньше насилия за деньги» (Менее våld för pengarna), а в следующем году представил заключительный отчет «Больше радости за деньги» (Mer glädje för pengarna).
Эрикссон был избран председателем Шведской спортивной конфедерации 31 мая 2015 года.

## Награды
- Золотая Медаль Его Величества Короля (6 июня 2005)
- Человек года г. Линчёпинга, 2005[2]
- Награда журнала SecurityUser.com и центра безопасности для бизнеса и общества (SNOS)[5]
- Орден «За заслуги перед Итальянской Республикой», 5 мая 1998[7]